# Epitriptus cingulatus
Epitriptus cingulatus är en tvåvingeart som först beskrevs av Fabricius 1781.  Epitriptus cingulatus ingår i släktet Epitriptus och familjen rovflugor. Inga underarter finns listade i Catalogue of Life.